# Bobcats de la Floride
Stade
Les Bobcats de la Floride étaient une équipe de l'Arena Football League (AFL) basée à Sunrise, en Floride. Ils étaient auparavant connus sous le nom de Sacramento Attack et de Miami Hooters et ont joué dans l’AFL pendant dix saisons au total, les sept dernières à West Palm Beach et Sunrise dans la région métropolitaine de Miami.
L'équipe a été fondée en 1992 sous le nom de l'Attack de Sacramento, basé à Sacramento, en Californie. Après leur première saison, ils ont déménagé à Miami sous le nom de Miami Hooters, ainsi nommés dans le cadre d’un contrat de marketing avec la chaîne de restaurants Hooters. Après trois saisons, le parrainage de Hooters est abandonné et l'équipe se dirige vers le nord jusqu'à Sunrise où elle change de nom. Ils ont cessé leurs activités après la saison 2001 après des années de faible fréquentation et de mauvaises performances. Au cours de leur parcours, ils ont fait deux apparitions en playoffs, une à Sacramento et une à Miami.

## Histoire

### Attack de Sacramento (1992)

Le logo de l'Attack de Sacramento

L’Attack de Sacramento était une équipe de l'Arena Football League qui avait concouru sous ce nom lors de la saison AFL de 1992 seulement. Ils ont joué à l'ARCO Arena (maintenant Sleep Train Arena) pour cette saison. L’équipe devait à l’origine jouer à Los Angeles sous le nom de Los Angeles Wings, mais la franchise n’a jamais vu le jour à Los Angeles et s’est installée à Sacramento en Californie sous le nom de Attack.

### Hooters de Miami (1993-1995)

Le logo des Hooters de Miami.

Après leur saison inaugurale, l’équipe a déménagé à Miami, en Floride. Ils ont pris le nom de Miami Hooters dans le cadre d’un accord marketing inhabituel avec la chaîne de restaurants Hooters, établie en Floride, qui était généralement plus connue pour ses serveuses plantureuses que pour ses prouesses athlétiques. L’équipe a naturellement adopté le logo hibou du restaurant et les couleurs de la marque pendant trois ans, jusqu’à ce que cet arrangement inhabituel prenne fin à l’issue de la saison 1995. Désireuse de rester dans le sud de la Floride, l’équipe s’installe à West Palm Beach sous le nom de Bobcats de la Floride. D'autres noms d'équipes et de produits devaient ensuite être liés, notamment les Red Dogs du New Jersey et les Phantoms de Toronto (du nom de Phantom Industries, un fabricant de bas pour femmes) de l'AFL et le Neon de Détroit de la Continental Indoor Soccer League. 

### Bobcats de la Floride (1996-2001)

Le logo des Bobcats de 1996 à 1998.

Après la fin de la saison 1995, l’équipe des Hooters de Miami a cessé de se connecter à la chaîne de restaurants Hooters. Elle a donc développé une nouvelle identité (les Bobcats) ainsi qu’un nouveau schéma de couleurs associant sarcelle et noir, opposés aux anciennes couleurs orange et noir associés au restaurant. Elle s'est également déplacée vers le nord jusqu'à West Palm Beach afin de réduire les frais généraux. Cela ne s'est toutefois pas révélé pour un mieux, car la capacité relativement petite de l'auditorium de West Palm Beach (environ 4 000) rendait les opérations rentables pratiquement impossibles. Au cours des saisons 1997 et 1998, l’équipe a disputé cinq matchs de championnat officiels (et plusieurs matchs hors saison) dans des "sites neutres", des sites moins importants sur ce qui était au mieux des marchés secondaires, où moins de capacité pourrait générer plus de revenus sur la vente de billets que ne le ferait une vente de jeux à domicile - le cas échéant.
En 1999, les Bobcats se sont installés dans les locaux beaucoup plus spacieux du National Car Rental Center, qui est maintenant le BB & T Center, qui abrite également les Panthers de la Floride de la Ligue nationale de hockey. Ils y sont restés jusqu’à ce que l’équipe soit en cessation d'activités après l’achèvement de la saison 2001. Un des faits remarquables à propos de cette équipe est qu’ils ont été soutenus par Fred McNair, le premier "Air McNair" et frère aîné du co-MVP de la NFL en 2003, Steve McNair, durant pratiquement toute leur existence. Au cours de la saison 2001, une tentative de vente de l’équipe à divers propriétaires potentiels n’a abouti à rien. L’équipe a ensuite eu la distinction de détenir le record de l’AFL pour la plus faible participation à un match en saison régulière lorsqu’elle avait attiré 1 154 supporters contre les Avengers de Los Angeles le 3 mai 2001.

## Résultats saison par saison
| Saison | Équipe               | G  | P  | N | Classement final                     | Playoffs                                     |
| ------ | -------------------- | -- | -- | - | ------------------------------------ | -------------------------------------------- |
| 1992   | Attack de Sacramento | 4  | 7  | 0 | 2e Division Ouest                    | Défaite 1er tour Drive de Détroit (23-48)    |
| 1993   | Hooters de Miami     | 5  | 8  | 0 | 4e Conférence Nationale              | Défaite 1er tour Predators d'Orlando (13-41) |
| 1994   | Hooters de Miami     | 5  | 7  | 0 | 5e Conférence Nationale              |                                              |
| 1995   | Hooters de Miami     | 1  | 11 | 0 | 3e Division Sud Conférence Nationale |                                              |
| 1996   | Bobcats de Floride   | 6  | 8  | 0 | 3e Division Sud Conférence Nationale |                                              |
| 1997   | Bobcats de Floride   | 4  | 10 | 0 | 3e Division Sud Conférence Nationale |                                              |
| 1998   | Bobcats de Floride   | 3  | 11 | 0 | 4e Division Sud Conférence Nationale |                                              |
| 1999   | Bobcats de Floride   | 3  | 11 | 0 | 4e Division Sud Conférence Nationale |                                              |
| 2000   | Bobcats de Floride   | 3  | 11 | 0 | 5e Division Sud Conférence Nationale |                                              |
| 2001   | Bobcats de Floride   | 6  | 8  | 0 | 4e Division Sud Conférence Nationale |                                              |
| Total  | Total                | 40 | 92 | 0 | playoffs inclus                      | playoffs inclus                              |

## Les joueurs
| Joueur           | Position | Université              |
| ---------------- | -------- | ----------------------- |
| Desmond Byrd     | OL/DL    | Oregon                  |
| Curtis Ceaser    | WR       | Grambling St.           |
| Jeff Cothran     | FB       | Ohio St.                |
| Curtis Dayne     |          |                         |
| Flint Fleming    | OL/DL,DE | North Dakota State      |
| Rickey Foggie    | QB       | Minnesota               |
| Kevin Gaines     | DB       | Louisville              |
| Steve Gorrie     | FB/LB    | Presbyterian (SC)       |
| Jamel Harris     | FB/LB    | Arkansas                |
| Michael Harrison | OL/DL    | North Carolina State    |
| Kerry Hayes      | WR/LB    | Western Carolina        |
| Bernard Holmes   | OS,WR    | Texas A&M               |
| Curtis James     | FB/LB    | Stephen F Austin        |
| Madison Johnson  | OL/DL    | Tuskegee Institute (AL) |
| Tramain Jones    | DS       | Angelo State (TX)       |
| Marcus Keys      | OL       | North Alabama           |
| Deryl Lane       | OL/DL    | Langston (OK)           |
| Clarence Lawson  | DB       | Utah                    |
| Mike Lawson      | DL,OL/DL | Miami (FL)              |
| Kevin McKenzie   | WR       | Washington St.          |
| John Moyer       | DL       | Eastern Illinois        |
| Joe O'Donnell    | K        | Maryland                |
| Stewart Patridge | QB       | Mississippi             |
| Don Silvestri    | K        | Pittsburgh              |
| Matt Steeple     | OL/DL    | Morgan State            |
| Nick Ward        | DB       | Miami (FL)              |
| Chad Wiestling   | FB/LB    | Maryland                |
| Eddie Williams   | WR,WR/DB | Iowa State              |
| Marc Williams    | DS       | Oregon State            |
| Ricky Wood       | FB/LB    | Norfolk State           |
| Corey Yarborough | OL/DL    | Florida                 |

## Les entraîneurs
| Nom             | Équipe  | Terme     | Saison régulière | Saison régulière | Saison régulière | Saison régulière | Playoffs | Playoffs | Récompenses |
| --------------- | ------- | --------- | ---------------- | ---------------- | ---------------- | ---------------- | -------- | -------- | ----------- |
|                 |         |           | G                | P                | N                | %                | G        | P        |             |
| Joe Kapp        | Attack  | 1992      | 4                | 6                | 0                | .400             | 0        | 1        |             |
| Don Strock      | Hooters | 1993      | 5                | 7                | 0                | .416             | 0        | 1        |             |
| Jim Dunn        | Hooters | 1994      | 5                | 7                | 0                | .416             | 0        | 0        |             |
| John Fourcade   | Hooters | 1995      | 1                | 11               | 0                | .083             | 0        | 0        |             |
| Jim Jensen      | Bobcats | 1996      | 6                | 8                | 0                | .428             | 0        | 0        |             |
| Babe Parilli    | Bobcats | 1997      | 4                | 10               | 0                | .285             | 0        | 0        |             |
| Rick Buffington | Bobcats | 1998      | 3                | 11               | 0                | .214             | 0        | 0        |             |
| Bruce Hardy     | Bobcats | 1999      | 3                | 11               | 0                | .214             | 0        | 0        |             |
| Dave Ewart      | Bobcats | 2000-2001 | 9                | 19               | 0                | .321             | 0        | 0        |             |